# Modern Vampires of the City
Modern Vampires of the City är det tredje albumet av amerikanska indierockbandet Vampire Weekend. Albumet släpptes den 14 maj 2013.

## Låtlista
1. "Obvious Bicycle" - 4:13
2. "Unbelievers" - 3:23
3. "Step" - 4:12
4. "Diane Young" - 2:40
5. "Don't Lie" - 3:33
6. "Hannah Hunt" - 3:56
7. "Everlasting Arms" - 3:05
8. "Finger Back" - 3:26
9. "Worship You" - 3:21
10. "Ya Hey" - 5:13
11. "Hudson" - 4:15
12. "Young Lion" - 1:45